# André Bordier
Pour les articles homonymes, voir Bordier.
André Bordier, né le 15 novembre 1913 à Paris et mort le 27 décembre 1997 à Rennes, est un footballeur français des années 1930 et 1940. Il évolue durant sa carrière au poste de défenseur.

## Carrière
Défenseur central parisien, André Bordier a évolué dans quelques clubs de la capitale, comme l'US Suisse ou le RC Paris. 
Il effectue la majeure partie de sa carrière au Stade rennais où il dispute pas moins de dix saisons. 
Il termine sa carrière à l'US Saint-Malo en tant qu'entraîneur-joueur. Il a été joueur entraineur de l’Étoile de Fontenay-le-Comte de 1955 à 1959 puis a entraîné le FC Yonnais.